# عاصمة كاترجي
عاصمة كاترجي عالمة كيمياء هندية تخصصت في الكيمياء العضوية والكيمياء نباتية.وكان من أبرز أعمالها بحثها عن كلوريد الفينكا، وتطوير العقاقير المضادة للصرع والمضادة للملاريا. كما أنجزت الكثير من العمل في حقل النباتات الطبية في شبه القارة الهندية. وقد تلقت العديد من الجوائز.

## السيرة الشخصية
ولدت أسيما تشاترجي في 23 سبتمبر 1917 في البنغال ونشأت في كالكوتا وتخرجت بمرتبة الشرف في الكيمياء من الكلية الاسكتلندية من جامعة كلكتا في عام 1936.

## العمل الأكاديمي
حصلت أسيما تشاترجي على درجة الماجستير (1938) ودرجة الدكتوراه (1944) في الكيمياء العضوية من جامعة كلكتا. وركزت أبحاث الدكتوراه على كيمياء المنتجات النباتية والكيمياء العضوية الاصطناعية. بالإضافة إلى ذلك، كانت لديها خبرة بحثية من جامعة ويسكونسن، ماديسون وكالتيش. كما ركزت أبحاث تشاترجي على كيمياء المنتجات الطبيعية وأسفرت عن أدوية مضادة للتشنج، ومضادة للملاريا، وبعض العلاجات الكيميائية، واكتشفت أيضا أنشطة لمكافحة الصرع ونشاط مضاد للملاريا في النباتات. ومع ذلك، لم تستمر هذه الوسائط لتكون قادرة سريرياً مقارنة مع الأدوية المستخدمة حاليا لهذه الحالات.